# Sonic Flower Groove
Albums de Primal Scream
Primal Scream
(1989)
Sonic Flower Groove est le premier album studio du groupe écossais de rock indépendant Primal Scream sorti en septembre 1987 sur le label Elevation Records.

## Liste des chansons
Toute la musique est composée par Bobby Gillespie et Jim Beattie.
| No  | Titre                            | Durée |
| --- | -------------------------------- | ----- |
| 1.  | Gentle Tuesday                   | 3:49  |
| 2.  | Treasure Trip                    | 3:15  |
| 3.  | May the Sun Shine Bright for You | 2:41  |
| 4.  | Sonic Sister Love                | 2:36  |
| 5.  | Silent Spring                    | 3:52  |
| 6.  | Imperial                         | 3:38  |
| 7.  | Love You                         | 4:45  |
| 8.  | Leaves                           | 3:32  |
| 9.  | Aftermath                        | 2:47  |
| 10. | We Go Down Slowly Rising         | 3:23  |